# Естетична антропологія
Естети́чна антрополо́гія — науковий напрям міждисциплінарного вивчення емоційно-чуттєвого розвитку людини з погляду культури, де розглядаються закономірності емоційного узагальнення, виникнення емоційної абстракції, естетичного образу і знаково-символічних маніпуляцій емоційно-чуттєвими станами людини. Як початкова складова суті людини естетичне аналізується в транскультурному порівнянні з утилітарним, моралістичним, художнім і логічним.